# Política de São Tomé i Príncipe
La política de São Tomé i Príncipe es porta a terme en un marc d'una república unitària democràtic representativa semipresidencial, de manera que el President de São Tomé i Príncipe és el cap d'estat i el primer ministre de São Tomé i Príncipe és cap de govern, en un sistema pluripartidista. El poder executiu és exercit pel govern i l'Assemblea Nacional. El poder judicial és independent de l'executiu i el legislatiu.
Després de la promulgació d'una nova Constitució el 1990, São Tomé i Príncipe van dur a terme eleccions multipartidistes per primera vegada des de la independència. Poc després que la constitució va entrar en vigor, l'Assemblea Nacional va legalitzar formalment els partits d'oposició. Als candidats independents també se'ls va permetre participar en les eleccions legislatives de gener de 1991.

## Branca executiva
| Càrrec          | Nom               | Partit                        | Des de                 |
| --------------- | ----------------- | ----------------------------- | ---------------------- |
| President       | Evaristo Carvalho | Acció Democràtica Independent | 3 de setembre de 2016  |
| Primer Ministre | Patrice Trovoada  | Acció Democràtica Independent | 25 de novembre de 2014 |

El President de la República és elegit per un mandat de cinc anys per sufragi universal directe i secreta, i pot contenir fins a dos períodes consecutius. Els candidats són elegits en la conferència nacional del seu partit (o alguns individus poden presentar-se com a independents). Un candidat ha d'obtenir una majoria absoluta dels vots en una primera o segona ronda de votació per tal de ser elegit president. El primer ministre és nomenat pel president, però ha de ser ratificat pel partit majoritari i, per tant, normalment prové d'una llista de la seva elecció. El primer ministre, al seu torn, nomena els 14 membres del gabinet.

## Branca legislativa
L'i Assemblea Nacional (Assembleia Nacional) té 55 membres, elegits per un mandat de quatre anys en set circumscripcions plurinominals de representació proporcional. És l'òrgan suprem de l'Estat i de la més alta institució legislativa, i es reuneix dues vegades l'any.

## Partits polítics i eleccions
El resultat de les eleccions presidencials de São Tomé i Príncipe de 2016:
| Candidat                     | Partit                        | Primera volta | Primera volta | Segona volta | Segona volta |
| Candidat                     | Partit                        | Vots          | %             | Vots         | %            |
| ---------------------------- | ----------------------------- | ------------- | ------------- | ------------ | ------------ |
| Evaristo Carvalho            | Acció Democràtica Independent | 34,522        | 49.88         | 41,820       | 100          |
| Manuel Pinto da Costa        | Independent                   | 17,188        | 24.84         | –            | –            |
| Maria das Neves              | MLSTP/PSD                     | 16,828        | 24.31         |              |              |
| Manuel do Rosário            | Independent                   | 478           | 0.69          |              |              |
| Hélder Barros                | Independent                   | 194           | 0.28          |              |              |
| Nuls/blancs                  | Nuls/blancs                   | 2,314         | –             | 9,406        | –            |
| Total                        | Total                         | 71,524        | 100           | 51,226       | 100          |
| Vots registrats/participació | Vots registrats/participació  | 111,222       | 64.31         | 111,222      | 46.06        |
| Fonts: Téla Nón, Téla Nón    |                               |               |               |              |              |

El resultat de les eleccions legislatives de São Tomé i Príncipe de 2014
| Partit                                                                    | Vots   | %     | Escons | +/− |
| ------------------------------------------------------------------------- | ------ | ----- | ------ | --- |
| Acció Democràtica Independent                                             | 35,265 | 38.01 | 33     | +7  |
| Moviment per l'Alliberament de São Tomé i Príncipe/Partit Socialdemòcrata | 16,573 | 17.83 | 16     | −5  |
| Partit de Convergència Democràtica - Grup de Reflexió                     |        |       | 5      | −2  |
| Unió dels Demòcrates per la Ciutadania i el Desenvolupament               |        |       | 1      | +1  |
| Moviment Democràtic de les Forces pel Canvi - Partit Liberal              |        |       | 0      | −1  |
| Front Democràtic Cristià                                                  |        |       | 0      | 0   |
| Partit CÓDÓ                                                               |        |       | 0      | 0   |
| Plataforma Nacional pel Desenvolupament                                   |        |       | 0      | 0   |
| Unió Nacional per la Democràcia i el Progrés                              |        |       | 0      | 0   |
| Partit de l'Estabilitat i el Progrés Social                               |        |       | 0      | Nou |
| Partit del Treball Santomenc                                              |        |       | 0      | Nou |
| Moviment Socialista                                                       |        |       | 0      | 0   |
| Nuls/en blanc                                                             |        | –     | –      | –   |
| Total                                                                     | 69.510 | 100   | 55     | 0   |
| Votants registrats/participació                                           | 92,790 | 74.91 | –      | –   |
| Font: Reporter STP, Observador                                            |        |       |        |     |

## Poder judicial
La justícia s'administra al més alt nivell pel Tribunal Suprem. Anteriorment responsable davant l'Assemblea Nacional, sota la nova constitució el poder judicial és ara independent.

## Divisions administratives
Administrativament, el país està dividit en set districtes municipals, sis a São Tomé i una que comprèn Príncep. Els consells de govern de cada districte mantenen un nombre limitat dels poders de presa de decisions autònomes, i són reelegits cada 5 anys. Príncipe té autogovern des del 29 d'abril de 1995

## Participació en organismes internacionals
El país és membre de la ACCT, ACP, BAD, CEEAC, ACE, FAO, G-77, BIRD, OACI, Creu Roja, AIF, FIDA, IFRCS, OIT, FMI, Organització Marítima Internacional, Intelsat (no signatari), Interpol, COI, IOM (observador), UIT, NAM, OUA, Nacions Unides, UNCTAD, UNESCO, UNIDO, UPU, OMS, OMPI, OMM, Organització Mundial del Turisme, Organització Mundial del Comerç (amb sol·licitud)